# Ребро, Пётр Павлович
Ребро, Пётр Павлович (укр. Ребро Петро Павлович; 19 мая 1932, с. Белоцерковка, Запорожская область, СССР — 22 марта 2014, Запорожье, Украина) — советский и украинский поэт, прозаик, драматург, публицист, литературовед, юморист и сатирик, переводчик, журналист, общественный и культурный деятель. Почётный доктор Запорожского национального университета, почётный гражданин Запорожья.

## Биография
Родился 19 мая 1932 года в с. Белоцерковка Запорожской области в семье хлеборобов.
В 1949 году закончил сельскую десятилетнюю школу с серебряной медалью. Затем выучился на учителя украинского языка и литературы на филологическом факультете Запорожского педагогического института.
После демобилизации из армии, с декабря 1955 г. работал заведующим отделом культуры в областной газете «Красное Запорожье», старшим редактором в местном книжно-газетном издательстве, старшим инспектором по искусству в областном управлении культуры. Был членом Коммунистической партии Советского Союза
С 1967 по 1998 гг. возглавлял Запорожскую областную организацию Союза писателей Украины.
Умер 22 марта 2014 года в Запорожье.

## Творчество
Начал писать в 1943 году.
В 1955 году опубликовал первую книгу — сборник лирики «Заспів».
Всего в творческом багаже Петра Ребро около 100 изданных книг.
Писал под псевдонимами Ломайребро, П. Белоцерковский, П. Сагайдачный, Сывуха, Т. Павленко.

## Награды и достижения
Пётр Ребро — стипендиат президента Украины, лауреат всеукраинских литературных премий имени П. Тычины, имени С. Олейника, имени П. Сагайдачного, имени Остапа Вишни, имени И. С. Нечуя-Левицкого, имени С. Руданского, областных литературных премий имени М. Андросова, имени В. Лисняка, имени Н. Нагнибеды.
Награждён орденами «Знак Почёта», «За заслуги перед Запорожским краем» (2008).
В октябре 2012 года решением Запорожского городского совета Петру Ребро присвоено звание «Почётный гражданин города Запорожья».